# Чёрная пантера (фильм, 2018)
«Чёрная панте́ра» (англ. Black Panther) — американский супергеройский фильм 2018 года, основанный на комиксах Стэна Ли и Джека Кирби об одноимённом персонаже издательства Marvel Comics. Спродюсированный Marvel Studios и распространяемый Walt Disney Studios Motion Pictures, кинофильм является восемнадцатым в Кинематографической вселенной Marvel (КВМ). Лента срежиссирована Райаном Куглером по сценарию, написанному им в соавторстве с Джо Робертом Коулом. Главного героя — Т’Чаллу / Чёрную пантеру — сыграл Чедвик Боузман, другие роли исполнили Майкл Б. Джордан, Лупита Нионго, Данай Гурира, Мартин Фримен, Дэниел Калуя, Летиша Райт, Уинстон Дьюк, Анджела Бассетт, Форест Уитакер и Энди Серкис.
Действие картины разворачивается после событий, рассказанных в фильме «Первый мститель: Противостояние». По сюжету Т’Чалла после смерти своего отца возвращается домой в изолированную африканскую страну Ваканду, где становится новым королём, но его титул вскоре оспаривает Киллмонгер, планирующий отказаться от политики изоляционизма и начать глобальную революцию.
Уэсли Снайпс впервые упомянул о своём намерении поработать над экранизацией «Чёрной пантеры» в 1992 году, его проект прошёл несколько этапов в течение следующих десятилетий, но так и не был реализован. В сентябре 2005 года картина была объявлена одним из десяти фильмов Marvel, производством которых займётся киностудия Marvel Studios, а распространением — Paramount Pictures. Марк Бэйли был назначен сценаристом в январе 2011 года. Фильм был официально анонсирован в октябре 2014 года с Боузманом в главной роли, который сначала появился в фильме «Первый мститель: Противостояние». К концу 2015 года Коул и Куглер присоединились к работе над картиной. Основные съёмки начались в январе 2017 года в студиях EUE/Screen Gems и Pinewood Atlanta Studios в агломерации Атланты, в Пусане, Южная Корея и закончились в апреле 2017 года.
Картина вышла на экраны 16 февраля 2018 года в формате IMAX, а в России — 26 февраля 2018 года. Фильм стал тридцать третьей кинолентой, собравшей в прокате более $1 млрд.
Фильм получил множество наград и номинаций, в том числе был номинирован на семь премий «Оскар-2019» и стал первым супергеройским фильмом, получившим номинацию в категории «Лучший фильм», а также одержал победу в категориях «Лучший дизайн костюмов», «Лучшая музыка» и «Лучшая работа художника-постановщика», став тем самым первым фильмом КВМ — обладателем премии Американской академии кинематографических искусств и наук.

## Сюжет
Тысячелетия назад на Землю в Африку упал метеорит, содержащий в себе особый металл — вибраниум. Пять африканских племён воевали за территорию и ресурсы метеорита. Один из воинов проглотил «сердцевидную траву», пораженную вибраниумом, и получил сверхчеловеческие способности. Он стал первой «Чёрной пантерой» и объединил все племена (кроме племени Джабари), чтобы сформировать единый народ Ваканды. Со временем вакандцы научились использовать вибраниум для разработки передовых технологий и изолировали себя от мира, выдавая себя за малоразвитую страну.
В 1992 году король Т’Чака отправляется в США, в Окленд, чтобы навестить своего брата, Н’Джобу. Торговец оружием на чёрном рынке Улисс Кло проникает в Ваканду и крадёт вибраниум. Т’Чака обвиняет Н’Джобу в предоставлении помощи Кло. Друг Н’Джобу показывает, что он — Зури, ещё один тайный вакандец, и подтверждает подозрения Т’Чаки.
Летом 2016 года после гибели Т’Чаки от рук Гельмута Земо, его сын Т’Чалла должен вернуться в Ваканду, чтобы занять трон. Он и Окойе, руководитель «Дора Миладже», отправляются в Нигерию, чтобы выручить и пригласить его бывшую возлюбленную Накию, чтобы она могла присутствовать на его коронации, вместе с его матерью Рамондой и младшей сестрой Шури. На церемонии лидер племени Джабари М’Баку бросает вызов Т’Чалле, предлагая бой за корону. Т’Чалла побеждает М’Баку и убеждает его сдаться, а не погибнуть.
Кло и Эрик Стивенс крадут вакандский артефакт из музея. Т’Чалла узнаёт, что Кло планирует продать артефакт в подземном казино в Пусане. В’Каби, друг Т’Чаллы и возлюбленный Окойе, просит его или убить Кло, или вернуться с ним в Ваканду. Т’Чалла, Окойе и Накия отправляются в казино, где Т’Чалла узнаёт, что предполагаемый покупатель — агент ЦРУ Эверетт К. Росс. Вспыхивает перестрелка, Кло убегает, а Окойе, Накия и Росс преследуют его. С помощью Шури Т’Чалла ловит Кло.
В то время как Росс допрашивает Кло, пытаясь узнать, каким образом он раздобыл свой протез левой руки со встроенным высокотехнологичным оружием, тот рассказывает, что международный имидж Ваканды является лишь ширмой для технологически развитой цивилизации (поскольку он был единственным иностранцем, и единственным сбежавшим из Ваканды живым). Эрик устраивает штурм конспиративной квартиры ЦРУ и вытаскивает Кло; Росс получает тяжёлое ранение, закрыв Накию собой от пули. Т’Чалла замечает, что на Эрике кольцо, идентичное его собственному. Т’Чалла решает увезти Росса в Ваканду, где их технологии смогут спасти его, вместо преследования Кло.
Пока Шури лечит Росса, Т’Чалла спорит с Зури о том, что случилось с Н’Джобу. Зури объясняет, что Н’Джобу планировал поделиться технологиями Ваканды с людьми африканского происхождения по всему миру, чтобы помочь им победить своих угнетателей. Когда Т’Чака задерживал Н’Джобу, тот атаковал Зури, заставляя Т’Чаку убить его. Они оставили сына Н’Джобу, Эрика, так как возвращение с ним усложнило бы их ложь о том, что Н’Джобу исчез. Эрик в конечном итоге заканчивает обучение в военной академии и идёт служить в войска специального назначения, где получает прозвище «Киллмонгер».
Киллмонгер убивает Кло, а затем везёт его тело в Ваканду, как предлог на встречу с королём. Он предстаёт перед старейшинами племён, раскрывая свою личность и претендуя на престол. Он бросает вызов Т’Чалле на ритуальный бой; после убийства Зури он побеждает Т’Чаллу и бросает его под водопад. Накии удаётся сохранить один экстракт сердцевидной травы, остальные же уничтожаются по приказу Киллмонгера. Киллмонгер, поддерживаемый В’Каби и его армией, готовится начать поставки вакандского оружия по всему миру. Накия, Шури, Рамонда и Росс идут к племени Джабари за помощью, где они находят бессознательного Т’Чаллу, спасённого Джабари в ответ за жизнь М’Баку. Исцелённый травой Накии, Т’Чалла просит помощи у М’Баку, но тот отказывается.
Т’Чалла возвращается, чтобы дать бой Киллмонгеру, который приказывает В’Каби и его армии атаковать Т’Чаллу. «Дора Миладже» вместе с Шури и Накией сражаются с Киллмонгером, одетым в свой костюм Чёрной Пантеры. Шури просит Росса, в прошлом военного лётчика, дистанционно пилотировать боевой летательный аппарат, чтобы сбить самолёты, перевозящие оружие, что Росс успешно выполняет. Внезапно появляются М’Баку и Джабари, чтобы помочь Т’Чалле. После боя с Окойе В’Каби и его армия отступают. Во время боя в шахте Т’Чалла разрушает костюм Киллмонгера при помощи ультразвукового стабилизатора и смертельно ранит его. Киллмонгер отказывается от предложения быть исцелённым и сесть в тюрьму, предпочитая вместо этого умереть свободным человеком.
Т’Чалла планирует создать информационный центр в здании, где погиб Н’Джобу, под руководством Накии и Шури.
В первой сцене после титров T’Чалла появляется перед ООН и впервые открывает Ваканду миру, чтобы делиться её высокотехнологичными ресурсами с другими странами.
Во второй сцене после титров Шури встречается с излеченным от программы «Зимний солдат» Баки Барнсом.

## Актёрский состав
- Чедвик Боузман — Т’Чалла / Чёрная пантера:
Король вымышленной африканской страны под названием Ваканда[6][7][8][9][10]. Продюсер Кевин Файги описал персонажа как «полупринца, он даже может стать королём, но всё дело в том, как эта изолированная страна [Ваканда] встречает мир»[9]. Сценарист Джо Роберт Коул добавил, что после событий в фильме «Первый мститель: Противостояние» и смерти Т’Чаки «…мы сможем увидеть скорбь [Т’Чаллы], и он начнёт командовать как король своего народа»[7]. Боузман, который назвал Т’Чаллу антигероем[11], сказал, что он «очень хорошо осведомлён об ответственности» и «насколько важна его роль и позиция» в качестве лидера Ваканды[12]. Боузман подписал контракт на пять фильмов Marvel[13].
- Майкл Б. Джордан — Н’Джадака / Эрик «Киллмонгер» Стивенс:
Сын Н’Джобу и солдат США, который стремится свергнуть Т’Чаллу[14][15][16]. Кори Калльет снова выступил в качестве тренера Джордана, как и в фильме «Крид: Наследие Рокки»[17].
- Лупита Нионго — Накия:
Бывшая возлюбленная Т’Чаллы и тайный шпион Ваканды, которую посылают в разные страны для выполнения миссий[18][19][20][21][22].
- Данай Гурира — Окойе:
«Чрезвычайно гордая» вакандка и глава Доры Миладже, женского спецподразделения Ваканды, которая служит телохранителем Т’Чаллы[18][19][23]. Когда в актёрском составе появилась Гурира, режиссёр Райан Куглер не смотрел сериал «Ходячие мертвецы», в котором Гурира исполняет роль популярного персонажа по имени Мишонн[англ.], её решили пригласить благодаря роли в фильме «Мать Джорджа[англ.]». Гурира сказала, что боевые навыки, которым она научилась играя роль Мишонн в телесериале, дополняли навыки для роли Окойе, но «есть много способов, которыми они сильно отличаются друг от друга … Окойе — это совсем „другая вещь“»[24].
- Мартин Фримен — Эверетт К. Росс:
Агент ЦРУ и бывший сотрудник Совместного Антитеррористического Центра[16][25][26].
- Дэниел Калуя — В’Каби:
Доверенное лицо Т’Чаллы и его лучший друг[27].
- Летиша Райт — Шури:
16-летняя сестра Т’Чаллы и принцесса Ваканды, которая разрабатывает новые технологии для страны[28][29][30]
- Уинстон Дьюк — М’Баку:
Могущественный, безжалостный воин, который является лидером горного племени Ваканды, Джабари, протестующего против того, чтобы Т’Чалла стал новым королём[27][31].
- Анджела Бассетт — Рамонда:
Мать Т’Чаллы и Шури и королева-мать Ваканды[32][33]. Калльет также работал в качестве тренера Бассетт до начала съёмок и на съёмочной площадке, а также помогал ей создавать диету. Он создал высокоинтенсивные интервальные тренировочные схемы для Бассетт, сосредоточенные на её нижней части тела, поскольку они являются «самым быстрым и эффективным способом сжигать жир». Эти схемы включали такие упражнения как: альпинизм, приседания с выпрыгиванием, выпады, отжимания и высокие колени, с интервалом 30 секунд, вплоть до часа за один раз[17].
- Форест Уитакер — Зури:
Старейшина Ваканды и хранитель сердцевидной травы[27].
- Энди Серкис — Улисс Кло:
Южноафриканский оружейный торговец на чёрном рынке, контрабандист и гангстер[16][25][26].

Кроме того, Джон Кани и Флоренс Касумба вновь исполнили роли Т’Чаки и Айо, соответственно, из фильма «Первый мститель: Противостояние», в то время как Атандва Кани исполнил роль молодого Т’Чаки. Стерлинг К. Браун играет Н’Джобу, брата Т’Чаки и отца Киллмонгера. Один из создателей Чёрной Пантеры, Стэн Ли, появился в качестве камео в роли завсегдатая казино в Южной Корее, а Себастиан Стэн появился в роли Баки Барнса в сцене после титров.
| |  |  |  |  |  |  |
| Актёрский состав «Чёрной пантеры» слева направо: Чедвик Боузман, Майкл Б. Джордан, Лупита Нионго, Данай Гурира, Дэниел Калуя, Форест Уитакер и Энди Серкис |  |  |  |  |  |  |

## Производство

### Разработка

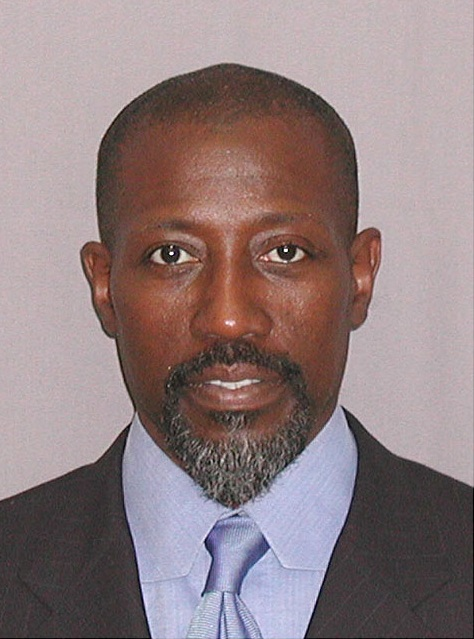
О желании снять экранизацию о Чёрной Пантере заявил впервые Уэсли Снайпс

Впервые идею экранизировать комикс «Чёрная пантера» озвучил актёр Уэсли Снайпс в середине 90-х годов. По словам актёра, африканская культура была плохо представлена в кинематографе. Уэсли называл Чёрную пантеру благородным персонажем, способным опровергать африканские стереотипы. Актёр начал переговоры с Columbia Pictures, а затем начал подыскивать сценаристов и режиссёров. В числе кандидатов значились Марио Ван Пиблз и Джон Синглтон. Также Уэсли Снайпс пытался объяснить тем, кто был незнаком с первоисточником, что они снимают ленту про супергероя, а не про продвижение гражданских прав темнокожих в 60-е годы.
У нас есть широкое поле для персонажей комиксов на большом экране, и у нас ещё нет главного героя комиксов на экране. Особенно Чёрная пантера, которая живёт такой богатой, интересной жизнью. Мечта сбылась, чтобы создать что-то, чего никто никогда не видел.
В июле 1997 года фильм был представлен как часть списка фильмов Marvel Comics, и в марте 1998 года Marvel нанял Джо Кесада и Джимми Пальмиотти для работы над ним. В августе этого года корпоративные проблемы в Marvel приостановили проект, а в августе следующего года Снайпс собирался, возможно, сыграть главную роль в фильме. В мае 2000 года студия Artisan Entertainment объявила о заключении сделки с Marvel для совместного производства, финансирования и распространения фильма о Чёрной пантере. В марте 2002 года Снайпс заявил, что планирует в 2003 году сделать фильм «Блэйд: Троица» или «Чёрную Пантеру», и подтвердил свою заинтересованность в этом через пять месяцев. В июле 2004 года режиссёр фильма «Блэйд: Троица» Дэвид Гойер сказал, что это маловероятно, поскольку Снайпс «уже настолько укоренился, как Блэйд, что другой герой Marvel может оказаться слишком сильным».
В сентябре 2005 года председатель и генеральный директор Marvel Ави Арад объявил фильм одним из десяти фильмов Marvel, который будет разработан студией Marvel Studios и выпускаться студией Paramount Pictures. В июне 2006 года Снайпс сказал, что надеется стать режиссёром для этого проекта. В феврале 2007 года глава Marvel Studios Кевин Файги подтвердил, что «Чёрная Пантера» вошёл в стадию разработки. К июлю Джон Синглтон был приглашён на место режиссёра фильма. В марте 2009 года Marvel нанял сценаристов, чтобы помочь придумать творческие способы запускать своих менее известных персонажей, в том числе Чёрную пантеру, с Нэйтом Муром в качестве руководителя программы сценаристов, помогающим следить за разработкой фильма «Чёрная Пантера». В январе 2011 года Marvel Studios наняла документального режиссёра Марка Бэйли, чтобы написать сценарий для фильма, который продюсировал Файги. В октябре 2013 года Файги сказал: «Я не знаю, когда это будет точно, но мы, конечно же, планируем воплотить [Чёрную пантеру] в жизни когда-нибудь», отметив, что в кинематографической вселенной Marvel уже ввели металл под названием вибраниум, который добывают в родной стране Чёрной пантеры Ваканда.
В октябре 2014 года Файги объявил, что фильм выйдет на экраны 3 ноября 2017 года, а Чедвик Боузман исполнит главную роль. Актёр должен был сначала исполнить роль персонажа в фильме «Первый мститель: Противостояние», прежде чем сниматься в своём собственном фильме. В январе 2015 года Боузман сказал, что фильм проходит «фазу мозгового штурма», объясняя: «Я думаю, что сейчас он просто просматривает возможности того, что он может сделать… пытается выяснить, как он выглядит и что он должен чувствовать в определённые моменты. Но просто пройдя сквозь [материал], так как всегда есть отличие от одной истории к следующей, кто он — пытается найти способ объединить эти вещи вместе». В следующем месяце Marvel перенесла дату выхода на 6 июля 2018 года, в то время как в апреле 2015 года Файги заявил, что он будет встречаться с режиссёрами после выхода фильма «Мстители: Эра Альтрона» в конце месяца и что «процесс кастинга уже идёт полным ходом. О некоторых его элементах вы уже знаете, о некоторых нет».
К маю 2015 года Marvel провела переговоры с Авой Дюверней, чтобы предложить ей снять «Чёрную пантеру» или «Капитан Марвел». В июне Файги подтвердил, что он встретился с Дюверней вместе с рядом других режиссёров, и заявил, что ожидает решения, которое должно быть принято в середине или в конце 2015 года. К началу июля 2015 года Дюверней отказалась снимать фильм, объяснив, что «У Marvel есть свой подход ко всему, и я думаю, что они просто фантастические, и многим нравится то, что они делают. Мне очень приятно, что они обратились ко мне… Но в конце всё сошлось на истории и общей перспективе. И мы видели всё по-разному. Для меня лучше было понять всё это сейчас, чем потом столкнуться лбами на почве творческих разногласий».
К октябрю 2015 года Ф. Гэри Грей и Райан Куглер рассматривались на пост режиссёра фильма, хотя переговоры с Куглером были приостановлены, а Грей решил вместо этого снять «Форсаж 8». Джо Роберт Коул, член программы сценаристов Marvel, был на переговорах о написании сценария, а Marvel изменил дату выпуска ещё раз, перенеся её на 16 февраля 2018 года. К декабрю обсуждения с Куглером были продолжены после успешного выхода его фильма «Крид: Наследие Рокки». Файги описал фильм как «глобальное политическое приключение, в котором рассказывается, как королю Т’Чаллу трудно править маленькой африканской страной Вакандой», одновременно назвав фильм «очень важной» связью с картиной «Мстители: Война бесконечности» и его продолжения. Он добавил, что этот фильм станет первым выпуском Marvel Studios, в котором будет представлен «в основном афроамериканский актёрский состав».

### Подготовка к съёмкам
Что особенного есть в Пантере, так это то, что он супергерой, и если вы схватите его и спросите, не супергерой ли он, он скажет вам: «Нет». Он считает себя политиком, лидером в своей стране. Так уж получилось, что страна - это воинская нация, где лидеры также должны быть воинами, поэтому иногда ему приходится сражаться.
В январе 2016 года Куглер был назначен режиссёром. Согласившись снимать фильм, Куглер настаивал на том, чтобы он привёл соратников из своих предыдущих фильмов для работы над «Чёрной пантерой», чтобы фильм отличался от других в КВМ, которые постоянно «снимают, составляют и монтируют теми же собственными людьми». Куглер хотел «поместить свою личную печать» на фильм. Среди людей, которых он взял для совместной работы над фильмом, Куглер включал оператора фильма «Станция „Фрутвейл“» Рэйчел Моррисон, а также художника-постановщика Ханну Бичлер и композитора Людвига Йоранссона, которые оба работали с Куглером над фильмами Станция «Фрутвейл» и «Крид: Наследие Рокки».
Сценарист фильма Джо Роберт Коул, выступая в феврале, назвал фильм «исторической возможностью стать частью чего-то важного, особенно в то время, когда афроамериканцы подтверждают свою идентичность, когда занимаются поношением и дегуманизацией. Образ чёрного героя на этом масштабе просто захватывает». Он добавил, что важно подойти к тематикам фильма «с перспективой, которая коренится в культурах [африканского] континента», также заявив: «Мы думаем о том, где мы размещаем Ваканду в пределах континента, и на что похожи люди и история этого региона… [Мы] будем заниматься с консультантами, которые являются экспертами по континенту, а также африканской истории и политике». Комментируя это, Коул отметил, что есть много африканских стран, каждая из которых имеет разные истории, мифологии и культуры: «Мы пытались отталкиваясь от истории ранних цивилизаций и культур континента, ища уникальные особенности, которые отделяют их от западных цивилизаций, затем экстраполировать в нашей технологии, экстраполировать на то, как мы видим Ваканду и различные части страны, а также культуру страны. Поэтому мы хотели сначала укоренить её в реальности, а затем построить оттуда, чтобы быть достаточно достоверными».

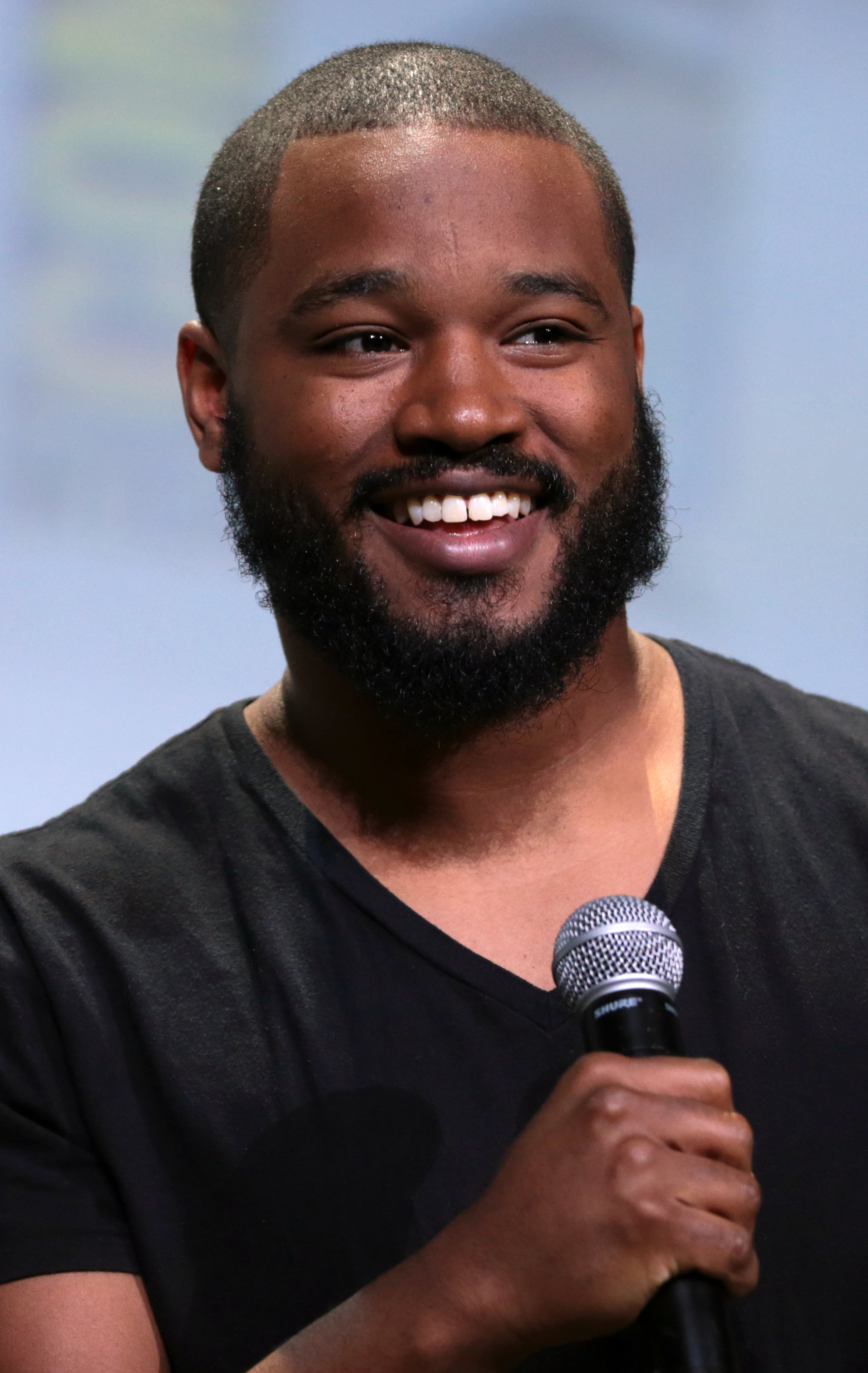
Куглер на фестивале San Diego Comic-Con International в 2016 году.

В апреле 2016 года Файги сказал, что Куглер работал над сценарием с Коулом, и что съёмки начнутся в начале следующего года. Файги отметил, что «Противостояние» заложило «основу» для морали Т’Чаллы и установила «геополитический ландшафт», с которым ему придётся иметь дело при возвращении в Ваканду. «Противостояние» также представило вакандский язык, основанный на языке Коса, которому Боузман учился у Джона Кани, впервые появившегося в роли отца Т’Чаллы Т’Чаки в этом фильме.
Позже в мае Нейт Мур, ставший продюсером фильма, заявил, что съёмки будут проходить в Атланте, штат Джорджия. В этом же месяце Marvel получил разрешение от агентства по общественному транспорту AC Transit, расположенного в Окленде, использовать в фильме свой логотип на автобусе, на котором Т’Чалла едет в 1990 году, чтобы добраться до средней школы Сент-Мэри в Беркли, Калифорния.

### Подбор актёров
В мае 2016 года Лупита Нионго вступила в переговоры насчёт роли Накии — бывшей возлюбленной Т’Чаллы, а Майкл Б. Джордан присоединился к актёрскому составу после сотрудничества с Куглером в фильмах «Станция „Фрутвейл“» и «Крид: Наследие Рокки».
На San Diego Comic-Con International в 2016 году Нионго подтвердила, что она сыграет героиню по имени Накия, в то же время Джордан подтвердил, что он сыграет антагониста Эрика Киллмонгера. Также было объявлено, что Данай Гурира исполнит роль Окойе, а Куглер подтвердил, что съёмки начнутся в январе 2017 года. В сентябре 2016 года Уинстон Дьюк получил роль М’Баку, роль, которую также хотел сыграть Яхья Абдул-Матин II. В следующем месяце Форест Уитакер и Дэниел Калуя получили роль Зури и В’Каби, а Флоренс Касумба подтвердила, что вернётся к роли Айо из фильма «Первый мститель: Противостояние». Летиша Райт также получила неуточнённую роль в фильме.
В ноябре 2016 года Анджела Бассетт получила роль матери Т’Чаллы Рамонды, а к январю 2017 года Стерлинг К. Браун получил роль Н’Джобу. Вскоре после кастинга Браун заявил, что к актёрскому составу присоединилась Филисия Рашад. Вскоре после начала съёмок сын Джона Кани Атандва заявил, что появится в фильме вместе со своим отцом, и что он в последний раз исполнит роль Т’Чаки, в то время как на фотографиях показали, что Мартин Фримен повторит роль Эверетта К. Росса. Marvel объявил о начале производства 26 января, опубликовав полный список актёров, в котором находились Фримен, Летиша Райт, Джон Кани и Энди Серкис, который повторит роль Улисса Кло из фильма «Мстители: Эра Альтрона». На CinemaCon 2017 Райт подтвердила, что исполнит роль сестры Т’Чаллы Шури.

### Съёмки
Основные съёмки начались 21 января 2017 года в студиях EUE/Screen Gems и Pinewood Atlanta Studios в агломерации Атланты. Съёмки также проходили в районе Sweet Auburn в Атланте и в сити-холле Атланты, где местом съёмок послужило здание Организации Объединённых Наций. Дополнительные съёмки также проходили в Южной Корее, где город Пусан стал сценой погони, в которой было задействовано 150 автомобилей и более 700 человек. Съёмки в Пусане начались 17 марта 2017 года, они происходили на рынке Чагальчхи, на пляже Кваналли и на мосту Кванан. В производстве фильма также задействовали сотни местных нынешних и бывших студентов из местных университетов в качестве сотрудников или помощников. Съёмки в стране завершились 27 марта, а сами съёмки фильма завершились 19 апреля 2017 года.
Большая часть декораций возводилась в звуковых павильонах в Атланте, включая Совет племени, лабораторию Шури и Водопад воителей. Совет племени был построен со стеклянным полом, через который можно увидеть старые руины. Экстерьер Водопада воителей был возведён на заднем плане к северу от Атланты и послужил прототипом ущелья Ориби. Высота Водопада составляла 11 м. Также был построен резервуар с водой глубиной 2 метра, над которым нависали девятиметровые скалы. Утёс высотой 30 метров создавался средствами компьютерной графики. Выступы утёса пришлось оборудовать альпинистскими крепежами, чтобы статисты аккуратно взбиралась на скалы. Также была воссоздана система тоннелей, которые позволяли актёрам проникать на разные уровни скалы. На основу конструкции было нанесено 700 кубических метров строительной пены. Шесть больших подводных насосов прокачивали около 500 кубических метров подогретой воды, которая стекала по декорации водопада. Основание водного резервуара было сделано из набивки, чтобы каскадёры могли безопасно работать на съёмочной площадке. В целом Водопад воителей возводился около четырёх месяцев:16.

## Музыка
В апреле 2017 года Людвиг Йоранссон, до этого работавший с Райаном Куглером и Майклом Б. Джорданом над лентой «Крид: Наследие Рокки», был нанят, чтобы написать саундтрек к фильму. 4 января 2018 года вышла заглавная песня из саундтрека фильма «All the Stars», исполненная рэпером Кендриком Ламаром и певицей SZA. В феврале 2018 года альбом-саундтрек Чёрная пантера дебютировал на первом месте американского хит-парада Billboard 200.

## Прокат
«Чёрная пантера» вышла на экраны в Великобритании 9 февраля 2018 года, в России — 26 февраля, а в Северной Америке — 16 февраля в формате IMAX. Первоначально фильм должен был выйти 3 ноября 2017 года. Показ фильма 18 апреля 2018 года стал первым в Саудовской Аравии после 35-летнего запрета на кинотеатры. 22 января 2019 года стало известно, что картина номинирована на премию Оскар.

### Маркетинг
Marvel опубликовал ранние отрывки и концепт-арт из фильма в апреле 2017 года на пресс-конференции, посвящённой нескольким фильмам третьей фазы. Кайл Бьюкенен из Vulture.com высоко оценил операторскую работу, костюмы и работу художника, и обратил внимание на темнокожих актёров и персонажей. Первый тизер-трейлер был показан во время четвёртого матча финала НБА 2017. Костюмы из фильма были показаны на выставке D23 Expo 2017. За сутки трейлер посмотрели 89 млн раз, в том числе 19 млн просмотров от тех, кто смотрел четвёртый матч финала НБА.

## Реакция

### Отзывы и оценки
Фильм вызвал почти единогласное одобрение в западной прессе. Он имеет рейтинг 97 % на сайте Rotten Tomatoes и 88/100 на Metacritic. Rotten Tomatoes суммирует мнения рецензентов так:

«Чёрная пантера» поднимает супергеройское кино на впечатляющие новые высоты, рассказывает одну из самых захватывающих историй киновселенной Marvel и вводит нескольких её самых проработанных персонажей.

Западные критики похвалили фильм за его афроцентризм и афро-футуризм, изображение африканской цивилизации, и почти полностью темнокожий актёрский состав на фоне того, что почти все ранее вышедшие супергеройские фильмы демонстрировали белокожих героев, являющихся частью западной цивилизации. Помимо этого, фильм затрагивает такие остросоциальные темы, как угнетение темнокожего населения и революцию. Критики считают выход данного фильма очень важным событием на фоне того, что представители негроидной расы и африканская культура сегодня по-прежнему игнорируются в современном кинематографе.
Фильм занял 96-е место в списке «100 лучших фильмов XXI века», составленном газетой The New York Times.
В российской прессе фильм не завоевал такого однозначного одобрения: большинство обзоров на него были скорее нейтральными, чем положительными. По данным агрегатора «Критиканство», «Чёрная пантера» получил в России среднюю оценку 64/100, по данным Megacritic — 6,7/10. Например, редакция IGN Russia заметила с одной стороны красивую визуальную составляющую картины и проработанный мир, с другой стороны главные герои получились неинтересными, а сама картина лишена чувства юмора.
Примечателен сам расовый состав зрительской аудитории фильма, например в день выхода фильма, темнокожие зрители США составляли 37 % её аудитории, а светлокожие — 33 %, при том, что темнокожее население США составляет 13,1 %, а светлокожее — 78,1 %.

### Награды и номинации
Чёрная пантера был номинирован на семь премий Оскар включая Лучший фильм (выиграл три), одну премию AACTA, одну премию Американского института киноискусства (выиграл), одну премию American Music Awards (выиграл), девять наград BET Awards (выиграл две), одну премию Billboard Music Award, семнадцать наград Black Reel Awards (десять побед), одна премия Британской Академии в области кино (победа), двенадцать наград Выбор критиков (три победы), три премии Золотой глобус, восемь премий Грэмми (две победы), две премии Голливудский кинофестиваль (победа), семь наград MTV Movie & TV Awards (четыре победы), одна премия MTV Video Music Award (победа), шестнадцать наград NAACP Image Awards (десять побед), одна премия Национального совета кинокритиков США (победа), пять наград People’s Choice Awards (две победы), одна премия Гильдии продюсеров США, восемь премий Спутник (две победы), две премии Гильдии киноактёров США (обе победы), четырнадцать наград Сатурн (пять побед), одиннадцать наград Teen Choice Awards (три победы), и одна премия Гильдии сценаристов США.
«Чёрная пантера» стал первым супергеройским фильмом, который был номинирован на премию «Оскар» за лучший фильм, а также первым фильмом в КВМ, получившим премию «Оскар».

### Рейтинги
Эрик Киллмонгер в исполнении Майкла Б. Джордана был признан лучшим злодеем киновселенной Marvel в рейтинге издания Business Insider, опубликованном 24 февраля 2018 года.
В рейтинге 25 главных злодеев из экранизированных комиксов, опубликованном порталом Vulture.com в феврале 2018 года, Эрик Киллмонгер занял второе место. Всего в списке представлены 25 противников супергероев, а первое место досталось Джокеру в исполнении Хита Леджера.
В декабре 2018 года картина «Чёрная пантера» вошла в список 10 лучших фильмов 2018 года, опубликованный Американским институтом киноискусства (AFI).

## Продолжение
На премьере «Чёрной пантеры» продюсер Кевин Файги заявлял о желании увидеть Райана Куглера на посту режиссёра продолжения кинокомикса. Сам Райан признавался, что он хотел бы увидеть, как Т’Чалла становится королём в будущих фильмах. В киновселенной Marvel герой совсем недавно начал править Вакандой, но в комиксах он был королём ещё с юности. В октябре 2018 года Куглер подписал контракт о своём участии в качестве сценариста и режиссёра сиквела «Чёрной Пантеры». К концу июня следующего года режиссёр приступил к работе над сценарием. Старт съёмок был намечен на 2020 год. 28 августа 2020 года Чедвик Боузман, исполнитель роли Т’Чаллы, умер от рака. Выход в прокат кинокомикса под названием «Чёрная пантера: Ваканда навеки» состоялся 11 ноября 2022 года.